# Újkeresztények
Újkeresztények (spanyolul cristianos nuevos, portugálul cristãos novos) néven a középkortól a spanyolok és a portugálok azokat a mórokat (moriszkók), zsidókat és leszármazottaikat ismerték, akik (többnyire fizikai vagy adminisztratív erőszak hatására) áttértek a keresztény hitre.
A szót azért alkalmazták, hogy az áttérőket (conversos) megkülönböztessék az eleve keresztény, vagy „ókeresztény” lakosságtól (spanyolul cristianos viejos, portugálul cristãos velhos), akiknek nem kellett elviselniük az áttérőket övező gyanakvást és az őket érő üldöztetéseket.
Az áttérőkre, különösen a zsidókra a marrano (a szó többféle értelmezési lehetőségének egyike: „disznó”) gúnynevet is elterjedten használták.
A nem keresztény hitűek sorsa a spanyol és portugál területeken a 14. századtól kezdetben közös volt az Ibériai-félszigeten: állandó gazdasági, szociális, sőt fizikai nyomás alatt tartották őket, hogy áttérjenek. A későbbiekben, a tömeges áttérést követően azonban Portugália és a félsziget más államai egy időre különböző útra tértek. A későbbi spanyol területeken folyamatos volt az üldözés, az emiatt kirobbant felkelések, és végül el is űzték az újkeresztényeket. Portugáliában ezzel szemben az 1497-ben kikényszerített áttérési hullámot követően az újkeresztény közösségek gyarapodásnak indultak.
Portugáliát nem érték el azok a lázongások sem, amelyek a többi államban a 14. századtól a zsidókra nehezedő nyomás fokozódása közepette robbantak ki, például 1391-ben Sevillában és más városokban. Ezek a lázongások nagy rombolást idéztek elő a zsidók tulajdonában, sok zsidó áttéréséhez vezettek, és ez a folyamat a 15. században is folytatódott.
Az inkvizíciót Spanyolországban 1478-ban és Portugáliában 1536-ban az eretnekség elleni harc nevében hozták létre. Az újkeresztényekről azt feltételezték, hogy közülük sokan továbbra is titokban korábbi vallásukat gyakorolják (nem kevés joggal, de voltak köztük olyanok is, akik valóban őszintén áttértek). 1492-ben Spanyolországból, 1497-ben pedig Portugáliából is kiűzték a zsidókat, de mindkét országban maradtak zsidó újkeresztények. A moriszkókat 1610 körül utasították ki Spanyolországból.
Az újkeresztények üldözésének igazolására Portugáliában és Spanyolországban is megjelent a „tisztavérű (spanyolul limpieza de sangre, portugálul limpeza de sangue) ókeresztények” fogalma. Portugáliában az újkeresztények és az ókeresztények közti jogi megkülönböztetésnek Sebastião de Melo, Pombal márkija 1772-ben született rendelete vetett véget.